# Бехич, Азиз
Азиз Бехич (англ. Aziz Behich, 16 декабря 1990, Мельбурн) — австралийский футболист, защитник клуба «Мельбурн Сити» и сборной Австралии. Первый игрок, выступавший и за «Мельбурн Виктори», и за «Мельбурн Харт».

## Клубная карьера

### Молодёжные клубы
Бехич играл за молодёжный состав «Грин Галли». Он участвовал в лиге юниоров Северо-Запада Мельбурна. Он играл за резервный состав клуба в 2007 году. В феврале 2007 года Бехич вернулся в Австралию после того, как прошёл обучение в Академии Дэвида Бекхэма. В 2008 году Бехич неожиданно был переведён в первую команду, несмотря на то, что тренер, Ян Добсон, предпочитал опытных игроков в своей команде. Бехич дебютировал 22 февраля 2008 года, его команда проиграла со счётом 2:0 «Ричмонду». Он вышел на поле на 57-й минуте. Бехич был переведён в первую команду вместе с товарищем по молодёжному составу, Диого Феррейрой, который также позднее был подписан «Мельбурн Виктори», но, в отличие от него, Бехич успел сыграть и за молодёжный состав «Виктори». В 2008 году Бехич забил 2 гола в 11 матчах, играя за «Грин Галли» во Втором дивизионе Австралии. 17 мая 2008 года он сделал дубль в матче с «Фокнер Блюз», чем сделал свой вклад в победу со счётом 6:1, он вышел на поле на 76-й минуте и забил на 84-й и 86-й минутах соответственно.
До начала сезона 2008/09 Национальной молодёжной лиги Бехич наряду с шестью другими футболистами был взят в «Мельбурн Виктори». 3 января 2009 года Азиз забил в матче с «Брисбен Роар», его клуб одержал победу со счётом 3:0. Через неделю он снова забил, принеся победу со счётом 2:0 над «Перт Глори» 10 января 2009 года. Клуб из Мельбурна финишировал на 6-м месте из семи.
Во время межсезонья Национальной молодёжной лиги Бехич вернулся в «Грин Галли» в сезоне 2009 года. Азиз сыграл 22 матча за «Грин Галли», в том числе в финале плей-офф, и в сумме забил 2 гола. Его второй гол был забит в матче плей-офф против «Альтона Мэджик», где Азиз вышел на поле на 80-й минуте, когда «Грин Галли» проигрывал при счёте 3:2, Азиз сравнял счёт на 94-й минуте, переведя игру в экстра-тайм, однако «Грин Галли», в конце концов, проиграл со счётом 4:3 по пенальти.
В следующем сезоне Бехич стал единственным игроком, который повторно подписал контракт с молодёжной командой «Мельбурн Виктори», ему была вручена капитанская повязка.

### «Мельбурн Виктори»
Бехич дебютировал в первой команде «Виктори» 16 января 2010 года, в 2009/10 сезоне, где он вышел на поле на 83-й минуте вместо Карлоса Эрнандеса, а его команда одержала победу над «Перт Глори» со счётом 6:2. Второй его матч состоялся 23 января 2010 года, где он вышел на поле на 91-й минуте, снова вместо Карлоса Эрнандеса, его команда победила «Аделаида Юнайтед» со счётом 2:0. Несмотря на то, что в 2009 году лишь один игрок был переведён в «Мельбурн Виктори» из молодёжной команды (Мэтью Теодор), по состоянию на 2010 год Бехич стал единственным игроком из молодежного состава, который не только дебютировал в первой команде, но и несколько раз подряд выходил на поле. В январе 2010 года было объявлено, что Бехич попал в заявку клуба на Лигу чемпионов АФК. Бехич был заменён во втором тайме финала А-Лиги 2009/10, когда «Виктори» проиграл по пенальти «Сиднею». Бехич затем подписал контракт с «Хум Сити» из Премьер-лиги Виктории в течение межсезонья А-Лиги.

### «Хум Сити»
Бехич дебютировал за «Хум Сити» 16 мая 2010 года в матче с «Норткот Сити», игра завершилась вничью 2:2. После гола «Хума» на первых минутах Бехич забил второй гол своей команды на 81-й минуте. Он сыграл ещё 5 матчей за клуб, покинув его в июне, команда заняла второе место в турнирной таблице Премьер-лиги Виктории.

### «Мельбурн Харт»
К июлю 2010 года он прошёл осмотр в команде «Мельбурн Харт», где принял участие в спаринговых матчах клуба, в том числе поражение со счётом 2:0 от «Эвертона». Бехич вскоре после этого подписал 7-недельный контракт с клубом до октября 2010 года в качестве замены для травмированного Кристиана Саркиса. После того, как Дин Хеффернан получил красную карточку, Бехич попал в стартовый состав, чтобы закрыть его позицию, таким образом Бехичу удалось закрепиться в основе. 25 октября 2010 года он подписал полноценный контракт с «Мельбурн Харт». Бехич стал первым игроком, сыгравшим за оба ведущих клуба Мельбурна, «Харт» и «Виктори». В «Харт» он был наигран как более оборонительный игрок, левый защитник или левый вингер, в отличие от позиции нападающего, на которой он играл в «Виктори». Он стал первым игроком, который был удалён в Мельбурнском дерби, получив вторую жёлтую в первой в истории встрече между клубами, которую выиграл «Харт» со счётом 2:1. В январе Бехич был награждён призом молодого футболиста месяца А-Лиги. 28 января 2012 года голландские СМИ сообщили, что Бехич привлёк внимание клуба Эредивизи, «Эксельсиор», и двух команд Второй Бундеслиги: «Бохум» и «Айнтрахт». Тренер «Эксельсиора», Джон Ламмерс, говорил о своей заинтересованности в перспективном молодом игроке роттердамским газетам «Algemeen Dagblad» и «NRC Handelsblad»: 
Мы ищем возможность пригласить Азиза в клуб, он обладает исключительным талантом.

### Европа
29 января 2013 года Бехич подписал контракт с турецким клубом из Суперлиги, «Бурсаспор». 11 марта 2013 года Азиз Бехич дебютировал в турецкой Суперлиге в матче «Бурсаспора» против «Фенербахче», выйдя на поле на 69-й минуте вместо Тунджая Шанлы. Однако на оставшуюся часть сезона он на правах аренды вернулся в «Мельбурн Харт». 4 марта 2016 года Бехич продлил на три года контракт с «Бурсаспором», который должен был истечь в мае.
31 августа 2018 года футболист за 4,5 миллиона долларов перешёл в нидерландский клуб ПСВ, подписав контракт на 4 года. Сыграв всего четыре матча за клуб, Бехич покинул ПСВ.
24 мая 2019 года было объявлено, что Бехич вернётся в Турцию на сезон 2019/20. Футболист подписал трёхлетний контракт с «Истанбул Башакшехир». 2 октября 2020 года Бехич подписал арендное соглашение на один сезон с «Кайсериспором». 26 августа 2021 года Бехич перешёл в «Гиресунспор», который как раз поднялся в высшую лигу.
28 июля 2022 года Бехич на правах свободного агента присоединился к «Данди Юнайтед», подписав двухлетний контракт.

### Возвращение в Австралию
6 августа 2023 года после ухода из «Данди Юнайтед» Бехич подписал двухлетний контракт с «Мельбурн Сити», вернувшись в клуб спустя десять лет (тогда клуб назывался «Мельбурн Харт»).
31 января 2024 года в ходе Кубка Азии он подписал арендное соглашение с «Ан-Насром» до конца сезона 2023/24. Стоимость аренды составила около 2 млн австралийских долларов. Однако в саудовском клубе Бехич сыграл лишь три матча в Лиге чемпионов АФК.
По возвращению в «Мельбурн Сити» Бехич был назначен капитаном клуба.

## Международная карьера

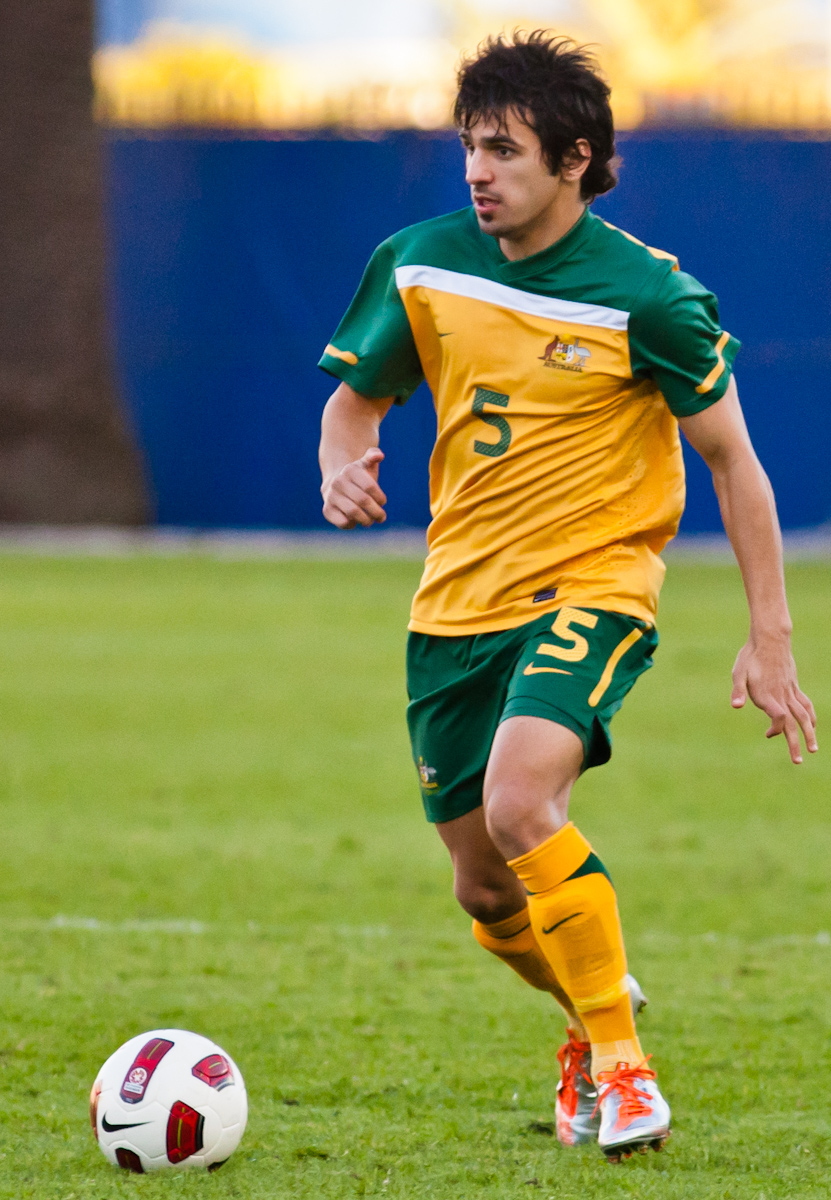
Бехич в матче молодёжных сборных Австралии и Йемена (20 июня 2011)

Бехич был вызван в сборную Австралии до 23 лет тренером Аурелио Видмаром на товарищеский матч против Японии на стадионе «Тохоку Денрьоку Бигсван», Ниигата, среда 1 июня 2011 года. Бехич был взят на игру против Йемена в рамках отборочного турнира Азии на летние Олимпийские игры 2012. 14 июня 2011 года в рамках подготовки к ОИ-2012 Бехич на 90-й минуте забил последний гол в ворота Сингапура, Австралия выиграла со счётом 6:0. 19 июня 2011 года Бехич сыграл в первом матче с Йеменом в Австралии, его команда одержала победу со счётом 3:0. Четыре дня спустя, 23 июня, он сыграл в ответном матче, результатом которого стала победа Австралии со счётом 4:0.
Бехич впервые был призван в основную сборную Австралии Хольгером Осиеком на товарищеский матч против Южной Кореи 14 ноября 2012 года.
Участник чемпионата мира 2018 года в России.
Тренер Грэм Арнольд также вызвал Бехича в сборную Австралии на чемпионат мира по футболу 2022 года, где он выходил в стартовом составе всех четырёх матчей Австралии на турнире, команда дошла до 1/8 финала.